# Ordine di Nikola Šubić Zrinski
L'Ordine di Nikola Šubić Zrinski è un'onorificenza concessa dalla repubblica di Croazia. Esso è l'ottavo ordine statale di benemerenza.

## Storia
L'Ordine è stato fondato il 10 marzo 1995 ed è dedicato al generale Nikola Šubić Zrinski.

## Classi
L'Ordine dispone dell'unica classe di Cavaliere/Dama di Gran Croce.

## Assegnazione
L'Ordine è conferito a cittadini croati e stranieri per premiare atti eroici compiuti in tempo di guerra, in pericolo di guerra e in circostanze di pace straordinarie.

## Insegne
- Il nastro è un tricolore rosso, bianco e blu.